# Војна патрола на Зимским олимпијским играма 1924.
На Зимским олимпијским играма 1924. у Шамонију одржано је такмичење у војној патроли. Олимпијска база података ово такмичење третира као званично, а други извори ово такмичење уврштавају у демонстрациони спорт. Такмичења у овом спорту су одржана још на Зимским олимпијским играма 1928., Зимским олимпијским играма 1936. и Зимским олимпијским играма 1948. али се ти резултати и даље сматрају незваничним. Пуних 36 година ће проћи пре увођења биатлона, модерне верзије овог спорта, као званични зимски олимпијски спорт.
Такмичење је одржано у суботу и уторак 29. јануара 1924.
Шест тимова је почело трку, али само четири завршило, Италија и Пољска нису завршиле трку због лоших услова.

## Земље учеснице
| Земља           | Укупно такмичара |
| --------------- | ---------------- |
| Чехословачка    | 4                |
| Француска       | 4                |
| Финска          | 4                |
| Италија         | 4                |
| Пољска          | 4                |
| Швајцарска      | 4                |
| Укупно: 6 НОК-а | 24               |

## Освајачи медаља
| Дисциплина               | Злато                                                                      | Сребро                                                                       | Бронза                                                                        |
| Војна патрола - мушкарци | Швајцарска · Дени Воше · Алфред Ауфденблатен · Антоан Жилан · Алфонс Жилан | Финска · Аугуст Ескелинен · Хејки Хирвонен · Марти Лапалаинен · Вејне Бремер | Француска · Камиј Мандрилон · Жорж Бертхет · Морис Мандрилон · Адријен Вандел |

## Резултати
| Место | Такмичари                                                              | Земља        | Време        | Кориговано време | Погоци | Међувреме | Међуранг |
| ----- | ---------------------------------------------------------------------- | ------------ | ------------ | ---------------- | ------ | --------- | -------- |
|       | Дени Воше, Алфред Ауфденблатен, Антоан Жилан, Алфонс Жилан             | Швајцарска   | 4:00:06      | 3:56:06          | 8      | 1:20:40   | 2        |
|       | Аугуст Ескелинен, Хеики Хирвонен, Марти Лапалаинен, Вејне Бремер       | Финска       | 4:05:40      | 4:10:00          | 11     | 1:14:00   | 1        |
|       | Камиј Мандрилон, Жорж Бертхет, Морис Мандрилон, Адријен Вандел         | Француска    | 4:19:53      | 4:18:53          | 5      | 1:22:10   | 4        |
| 4     | Бохуслав Јосифек, Јан Митленер, Јозеф Бим, Карел Бухта                 | Чехословачка | 4:22:24      | 4:19:54          | 5      | 1:21:40   | 3        |
| —     | Пиеро Денте, Албино Бих, Гофредо Лагер, Паоло Франциа                  | Италија      | Није завршио |                  |        | 1:29:05   | 5        |
| —     | Станислав Кробак, Станислав Кадзиока, Шћепан Витковски, Збигњев Воицки | Пољска       | Није завршио |                  |        | 1:31:50   | 6        |

## Биланс медаља
| Ранг | Држава     | Злато | Сребро | Бронза | Укупно |
| 1    | Швајцарска | 1     | 0      | 0      | 1      |
| 2    | Финска     | 0     | 1      | 0      | 1      |
| 3    | Француска  | 0     | 0      | 1      | 1      |
|      | Укупно (3) | 1     | 1      | 1      | 3      |